# Vladimirovac (Serbia)
Vladimirovac  (cyr. Владимировац) – wieś w Serbii, w Wojwodinie, w okręgu południowobanackim, w gminie Alibunar. W 2011 roku liczyła 3868 mieszkańców.